# Mystaria rufolimbata
Mystaria rufolimbata är en spindelart som beskrevs av Simon 1895. Mystaria rufolimbata ingår i släktet Mystaria och familjen krabbspindlar. Inga underarter finns listade i Catalogue of Life.